# Bitwa pod Las Piedras
Bitwa pod Las Piedras – starcie zbrojne, które miało miejsce 18 maja 1811 w trakcie wojen niepodległościowych w Ameryce Łacińskiej (wojna o niepodległość Urugwaju).
Na początku XIX w. bazą Hiszpanów w Urugwaju stało się Montevideo. Dnia 28 lutego 1811 r. dowódca wojsk powstańczych Jose Gervasio Artigas na czele 400 piechoty i 600 jazdy oraz sił pomocniczych z La Platy przypuścił atak na wojska hiszpańskie (364 żołnierzy) stacjonujące w Las Piedras. Walka trwająca 6 godzin zakończyła się o zmroku wycofaniem się sił hiszpańskich z miasta. Po tym zwycięstwie powstańcy otoczyli już bez przeszkód Montevideo. 24 października powstańcy zawarli z Hiszpanami układ, na mocy którego odzyskali zajęte ziemie Urugwaju z wyjątkiem Montevideo. Straty Hiszpanów – 160 zabitych i rannych, powstańcy stracili 11 zabitych oraz 23 rannych.